# Vilayət Eyvazov
Vilayət Süleyman oğlu Eyvazov (Əbrəqunus, 28 giugno 1968) è un poliziotto, generale e politico azero.

## Biografia
Nato nel villaggio di Əbrəqunus, nella Repubblica Socialista Sovietica Autonoma di Naxçıvan, si è diplomato con lode nel 2000 presso l'Accademia di Polizia del Ministero degli affari interni dell'Azerbaigian. Ha prestato servizio militare nelle Forze armate dell'Azerbaigian e a partire dal 1994 si è arruolato nelle forze di polizia.
Nel 2004 è stato promosso con decreto del Presidente dell'Azerbaigian İlham Əliyev al grado di maggior generale, venendo poi nominato nel 2005 Viceministro degli affari interni. Dopo la promozione a tenente generale nel 2006 è stato insignito del grado di colonnello generale nel 2019, venendo poi promosso Ministro degli affari interni.